# Balí
Balí (em grego: Μπαλί) é uma localidade portuária do município de Milopótamos na unidade regional de Retimno em Creta. Está situada a cerca de 2 km da principal entrada para a costa. Próximo a cidade localiza-se a caverna de Melidoni, assim como as cidades montanhosas de Axos e Anogeia e o Mosteiro de Atáli (conhecido como Mosteiro de Balí).
Balí foi erigida no local onde, durante o período romano, havia a cidade de Astele (ou Atale), que funcionavam como porto da cidade de Oaxo. Inicialmente caracterizava-se como uma vila de pescadores, no entanto, nas últimas décadas tem apresentado paulatino desenvolvimento tornando-se uma cidade de grande importância, especialmente através de seu movimentado porto; atualmente tornou-se fluxo de turistas. Durante a dominação turca, Balí abasteceu as forças rebeldes da ilha e serviu como ancoradouro de navios rebeldes.